# Вагон-лаборатория

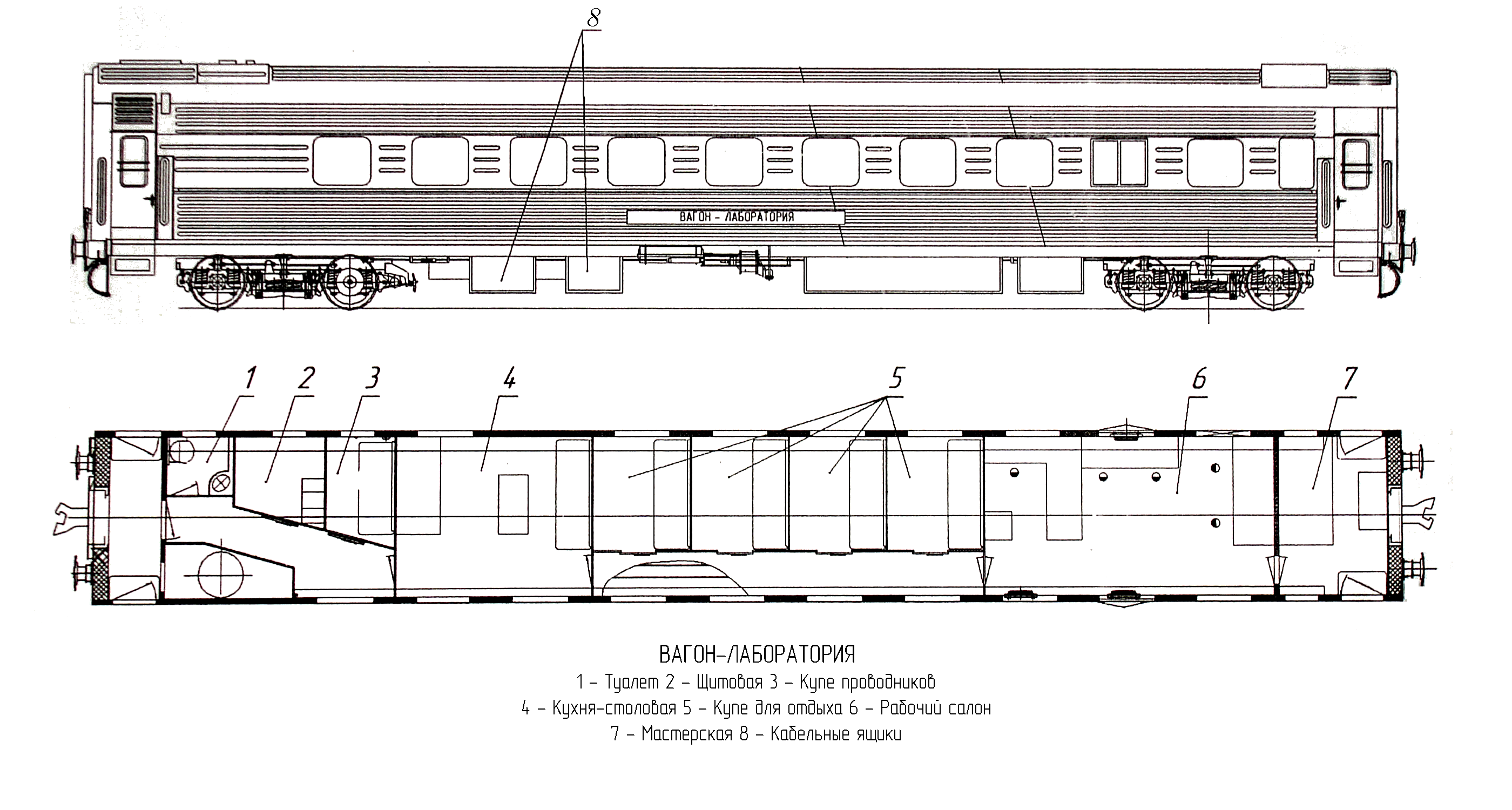
План вагона-лаборатории для ремонта дефектоскопных средств

Вагон-лаборатория — специально оборудованный вагон, предназначенный для проведения различных исследований и испытаний объектов железнодорожной техники в путевых (полевых) условиях.
Целью обследований является установление необходимости и объёма ремонта при выработке оборудованием ресурса работы или при обнаружении дефектов.

## Общая характеристика
Вагоны-лаборатории изготавливаются на базе обычных купейных пассажирских вагонов, в которых часть купе объединяется, как правило, в кухню и рабочий салон. Два или три купе остаются для размещения рабочего персонала.
Снаружи, в зависимости от предназначения лаборатории, может отличаться от обыкновенного вагона смотровыми окнами (в нерабочем тамбуре, эркерными окнами в рабочем салоне — для контроля местоположения и визуального осмотра оборудования; на крыше для контроля контактного провода), видеокамерами и прожекторами, различными измерительными тележками под вагоном.
Внутри вагона-лаборатории устанавливается измерительная и регистрирующая аппаратура, электронные усилители, промышленная телевизионная установка, а также электроэнергетическое оборудование для питания измерительных приборов — аккумуляторные батареи, дизель-генератор, выпрямители. Динамометрические вагоны оснащаются динамометрической автосцепкой.

## Применение
Вагоны-лаборатории используют:

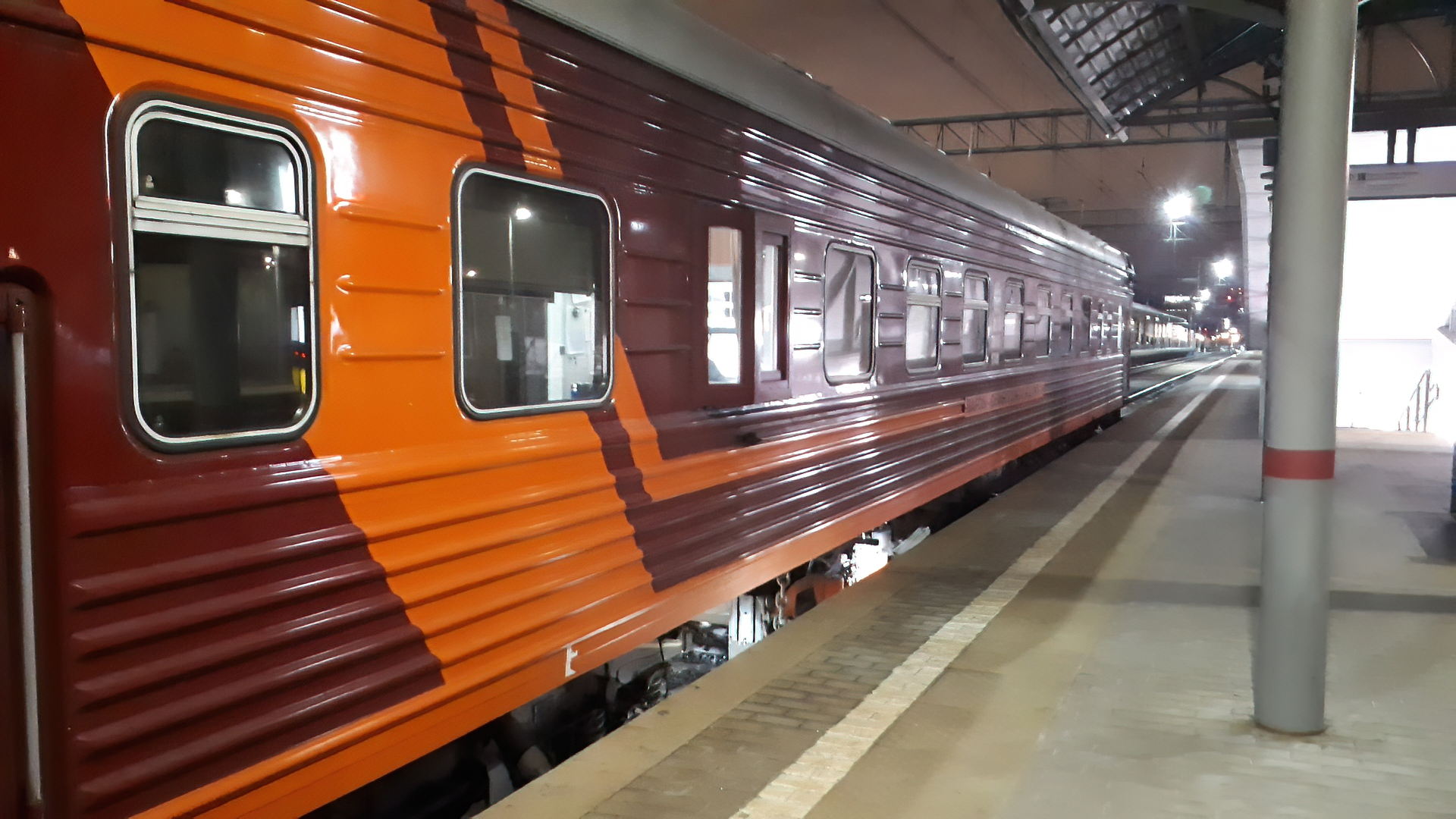

- для динамических, динамико-прочностных, тормозных и других испытаниях вагонов
- при контроле железнодорожного пути (вагон-дефектоскоп, путеизмеритель)
- для испытаний средств сигнализации и связи
- для контроля параметров контактной сети
- при проверке работы путевых устройств
- при динамометрических испытаниях

## Некоторые типы вагонов

### Контроль устройств СЦБ и связи
В вагоне-лаборатории сигнализации и связи осуществляют измерения параметров и проводят исследования и контрольные испытания устройств СЦБ и связи. Для этого вагон-лаборатория оборудован аппаратурой для измерения параметров рельсовых цепей, устройств автоматической локомотивной сигнализации, устройств САУТ, устройств КТСМ, каналов радиосвязи. Применяются автоматизированные системы измерения и фиксирования отклонений измеряемого параметра с привязкой его к координате пути. Регистрация данных ведётся с помощью различных печатных устройств.

### Контроль контактной сети

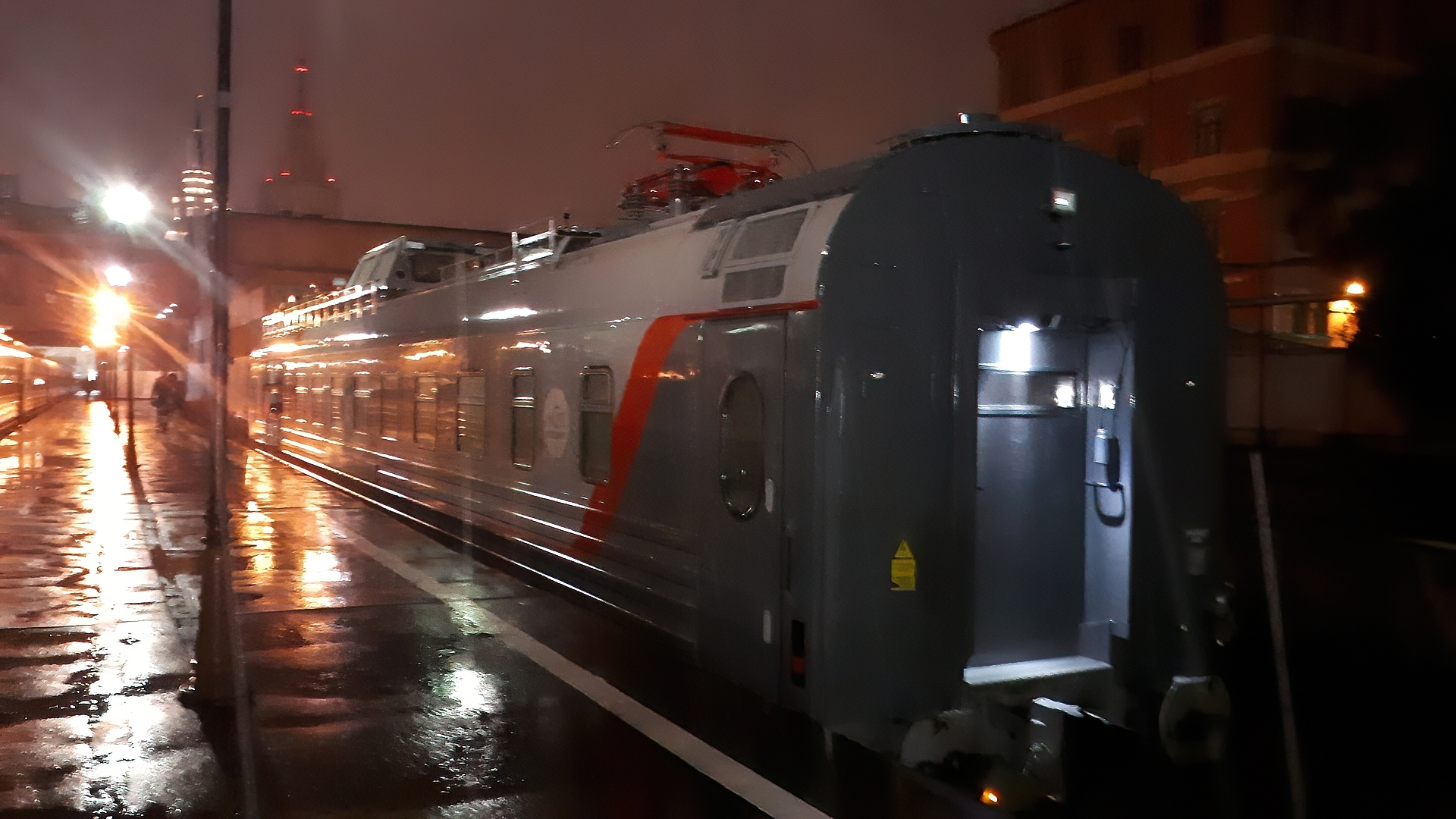

Вагон-лаборатория контактной сети служит для автоматизированного контроля параметров контактной подвески, определяющих характер взаимодействия с ней токоприёмников ЭПС и является одним из технических средств диагностирования контактной сети. Вагон-лаборатория обычно оборудован двумя измерительными токоприёмниками и смотровой вышкой, в некоторых случаях — промышленной телевизионной установкой. Связь работников вагона-лаборатории с локомотивной бригадой может быть проводной или осуществляться по радио.
Специальные устройства регистрируют следующие параметры:
- зигзаги и выносы контактного провода
- высоту контактного провода над уровнем головки рельса
- расстояния от рабочей поверхности полоза токоприёмника до элементов фиксатора провода
- правильность подвешивания проводов, образующих воздушные стрелки
- определяют «жёсткие» точки и удары, а также места отрыва полоза от рабочей поверхности контактного провода